# Joseph Niangoran Teky
Joseph Niangoran Teky (ur. 21 grudnia 1932 w Bonoua) – iworyjski duchowny rzymskokatolicki, w latach 1993-2007 biskup Man.

## Życiorys
Święcenia kapłańskie przyjął 19 marca 1961. 17 grudnia 1992 został prekonizowany biskupem Man. Sakrę biskupią otrzymał 14 marca 1993. 18 grudnia 2007 przeszedł na emeryturę.